# Favier
Favier – francuski piłkarz wodny, medalista olimpijski Letnich Igrzysk Olimpijskich 1900 w Paryżu.
Wraz z drużyną Pupilles de Neptune de Lille I zajął 5. miejsce w piłce wodnej.